# The North Briton
North Briton a fost un ziar fondat în 1762, de ziaristul John Wilkes.
Numele ziarului amintea de Scoția, întrucât acest nume: Nordul britanic, în decursul istoriei a fost folosit pentru această regiune.
Atât ziarul cât și fondatorul său au rămas ca un simbol pentru libertatea cuvântului și a presei, pentru drepturile de alegere parlamentară și pentru imunitatea parlamentară.